# Nordwalde
Nordwalde là một đô thị ở huyện Steinfurt, bang North Rhine-Westphalia, Đức. 
Thị trấn nằm ở khu vực Münsterland, cự ly khoảng 12 km về phía đông nam của Steinfurt và 20 km về phía tây bắc của Münster. Cách biên giới Hà Lan 30 km.